# تانيا إيفانز
تانيا إيفانز (بالإنجليزية: Tania Evans)‏ هي مغنية بريطانية، ولدت في 28 مايو 1967 في لندن في المملكة المتحدة.

## وصلات خارجية
- الموقع الرسمي
- تانيا إيفانز على موقع ميوزك برينز (الإنجليزية)
- تانيا إيفانز على موقع ديسكوغز (الإنجليزية)